# Championnat du Zimbabwe de football 2000
Navigation
Saison suivante Saison suivante
La saison 2000 du Championnat du Zimbabwe de football est la trente-huitième édition de la première division professionnelle au Zimbabwe à poule unique, la National Premier Soccer League. Vingt clubs prennent part au championnat qui prend la forme d'une poule unique où toutes les équipes se rencontrent deux fois au cours de la saison. En fin de saison, les six derniers du classement sont directement relégués et remplacés par les deux vainqueurs des championnats Nord et Sud de deuxième division, afin de refaire passer le championnat à 16 équipes.
C'est le club des Highlanders FC, tenant du titre, qui termine à nouveau en tête du classement final, avec deux points d'avance sur AmaZulu FC et douze sur le Dynamos FC Harare et le club d'United Railstars Gwanda. C'est le 4e titre de champion du Zimbabwe de l'histoire du club.
Avant le début du championnat, Blackpool FC Harare vend sa licence en National Premier Soccer League au club de Motor Action FC.

## Les clubs participants
| - Black Aces FC - Motor Action FC - CAPS United - Black Rhinos - Eiffel Flats FC - Promu de Division II - Masvingo United - Promu de Division II - Lancashire Steel FC - Wankie FC - Highlanders FC - Dynamos FC Harare | - AmaZulu FC - Arcadia United - Chapungu United FC - Zimbabwe Saints - Hackney FC - Promu de Division II - Tongogara FC - United Railstars Gwanda - Darryn T FC - Promu de Division II - Air Zimbabwe Jets FC - Buffaloes FC - Promu de Division II |

## Compétition
Le barème de points servant à établir le classement se décompose ainsi :
- Victoire : 3 points
- Match nul : 1 point
- Défaite : 0 point

### Classement
| Rang | Équipe                  | Pts | J  | G  | N  | P  | Bp | Bc | Diff |
| ---- | ----------------------- | --- | -- | -- | -- | -- | -- | -- | ---- |
| 1    | Highlanders FC T        | 78  | 38 | 22 | 12 | 4  | 73 | 35 | +38  |
| 2    | AmaZulu FC              | 76  | 38 | 23 | 7  | 8  | 64 | 38 | +26  |
| 3    | Dynamos FC Harare       | 66  | 38 | 17 | 15 | 6  | 56 | 29 | +27  |
| 4    | United Railstars Gwanda | 66  | 38 | 19 | 9  | 10 | 64 | 45 | +19  |
| 5    | Motor Action FC         | 65  | 38 | 16 | 17 | 5  | 52 | 30 | +22  |
| 6    | CAPS United             | 56  | 38 | 16 | 8  | 14 | 65 | 52 | +13  |
| 7    | Black Rhinos            | 56  | 38 | 14 | 14 | 10 | 43 | 39 | +4   |
| 8    | Masvingo United P       | 54  | 38 | 15 | 9  | 14 | 46 | 51 | -5   |
| 9    | Lancashire Steel FC     | 52  | 38 | 15 | 7  | 16 | 67 | 58 | +9   |
| 10   | Zimbabwe Saints         | 51  | 38 | 13 | 12 | 13 | 43 | 39 | +4   |
| 11   | Wankie FC               | 51  | 38 | 15 | 6  | 17 | 55 | 61 | -6   |
| 12   | Buffaloes FC P          | 49  | 38 | 11 | 16 | 11 | 46 | 47 | -1   |
| 13   | Chapungu United FC      | 49  | 38 | 14 | 7  | 17 | 43 | 51 | -8   |
| 14   | Eiffel Flats FC P       | 48  | 38 | 12 | 12 | 14 | 48 | 56 | -8   |
| 15   | Black Aces FC           | 46  | 38 | 12 | 10 | 16 | 60 | 64 | -4   |
| 16   | Darryn T FC P           | 46  | 38 | 11 | 13 | 14 | 40 | 48 | -8   |
| 17   | Tongogara FC            | 36  | 38 | 8  | 12 | 18 | 34 | 57 | -23  |
| 18   | Air Zimbabwe Jets FC    | 33  | 38 | 7  | 12 | 19 | 38 | 63 | -25  |
| 19   | Arcadia United          | 31  | 38 | 8  | 7  | 23 | 33 | 58 | -25  |
| 20   | Hackney FC P            | 25  | 38 | 6  | 7  | 25 | 26 | 70 | -44  |

|  | Qualification pour la Ligue des champions 2001 |
|  | Relégation en deuxième division                |
|  | T : Tenant du titre P : Promu de Division Two  |

## Bilan de la saison
| Championnat du Zimbabwe de football 2000 |                                                                                       |
| Champion                                 | Highlanders FC (4e titre)                                                             |
| Coupes et trophées                       |                                                                                       |
| Vainqueur de la Coupe du Zimbabwe 2000   | Non disputée                                                                          |
| Qualifications continentales             |                                                                                       |
| Ligue des champions 2001                 | Highlanders FC                                                                        |
| Coupe des Coupes 2001                    | Aucun                                                                                 |
| Coupe de la CAF 2001                     | Aucun                                                                                 |
| Promotions et relégations                |                                                                                       |
| Promus en National Premier Soccer League | Circle United                                                                         |
| Promus en National Premier Soccer League | Shabanie Mine                                                                         |
| Relégués en Division One                 | Black Aces FC Darryn T FC Tongogara FC Air Zimbabwe Jets FC Arcadia United Hackney FC |